# Łukiany (Białoruś)
Łukiany (biał. Лук’яны, Łukjany; ros. Лукьяны, Łukjany) – dawny chutor na Białorusi, w obwodzie witebskim, w rejonie brasławskim, w sielsowiecie Widze.

## Historia
Pod koniec XIX wieku ówczesny zaścianek należał do powiatu nowoaleksandrowskiego.
W latach 1921–1945 wieś leżała w Polsce, w województwie nowogródzkim (od 1926 w województwie wileńskim), w powiecie brasławskim, w gminie Widze.
W Powszechnym Spisie Ludności z 1921 roku nie podano danych dotyczących tej wsi. Było tu 8 budynków mieszkalnych. W 1931 w 5 domach zamieszkiwały 22 osoby.
Miejscowość należała do parafii rzymskokatolickiej w Widzach. Podlegała pod Sąd Grodzki w Turmoncie i Okręgowy w Wilnie; właściwy urząd pocztowy mieścił się w Widzach.
W okresie radzieckim miejscowość miała status chutoru i podlegała pod kołchoz „Iskra”.